# Raymond Mondon (1914-1970)
Pour les articles homonymes, voir Raymond Mondon.
Raymond Mondon, né le 8 mars 1914 à Ancy-sur-Moselle et mort le 31 décembre 1970 à Metz, est un homme politique français. Il est maire de Metz de 1947 à 1970 et occupe deux postes ministériels en 1955 et en 1969-1970.

## Biographie

### Jeunesse et formation
Raymond Mondon est le fils unique de vignerons de Lorraine allemande, alors dans l'Empire allemand. Il devient Français, de fait en 1919 à l'âge de 5 ans. Élève chez les jésuites du collège Saint-Clément, il obtient son baccalauréat en 1931 et poursuit ses études à la faculté de droit de Nancy où il obtient une licence. En janvier 1934, il est arrêté avec vingt-cinq autres personnes à Nancy lors d’une manifestation des Ligues contre Stavisky, pour tapage et attroupement sur la voie publique.

### Résistant («Rudemonde»)
Mobilisé comme lieutenant d’infanterie durant la Seconde Guerre mondiale, il est sérieusement blessé en juin 1940, puis fait prisonnier, avant d’être libéré en décembre de la même année. Entre-temps, la Moselle est devenue allemande et Raymond Mondon renonce à y retourner. Reçu au concours de la magistrature un an plus tard, il est nommé juge d'instruction à Saint-Mihiel. Il entre alors en résistance sous le pseudonyme de Rudemonde. Le 8 juin 1944, il échappe une première fois à la Gestapo. Obligé de quitter la Meuse pour Paris, il est à nouveau arrêté et torturé. Le 25 juin suivant, il échappe au dernier train qui s’apprête à partir pour Dachau.

### Parcours politique

#### Député sous laIVeRépublique
Le 10 novembre 1946, lors des élections à la première Assemblée nationale de la IVe République, il est élu député UDSR de la Moselle. Il est réélu sous l'étiquette RPF lors du scrutin du 17 juin 1951, puis comme candidat du CNI lors des élections du 2 janvier 1956. 
Il est très brièvement secrétaire d’État à l’Intérieur du 20 janvier au 23 février 1955 auprès du ministre de l’Intérieur François Mitterrand dans le cabinet de Pierre Mendès France. Mitterrand et Mondon se connaissent bien depuis les années noires de la Résistance où ils appartenaient au même réseau. Leurs chemins se croisent mais se séparent en 1958, quand Mondon choisit le Général et Mitterrand l’opposition.

#### Maire de Metz
Le 19 octobre 1947, Raymond Mondon, alors âgé seulement de 33 ans est élu maire de Metz. Sa devise pour sa ville est : « Voir grand pour demain ». Il est réélu au premier tour à chaque consultation électorale qui s’apparente dans son cas à un plébiscite renouvelé des Messins et demeure en poste jusqu'à sa mort. Deux faces opposées caractérisent son action : d’une part la modernisation économique de la ville, de l’autre, l’échec patent de la rénovation urbaine. En effet, ses choix urbanistiques, délibérément tournés vers la « modernité » d'alors, sont aujourd'hui contestables et contestés.

#### Conseiller général
De 1949 à 1970, Mondon est également élu au conseil général de la Moselle dans le canton de Metz-Ville-3.

#### Député sous laVeRépublique
Sous la Ve République, il est élu à l'Assemblée nationale en 1958 et 1962.
Il fonde en 1962, avec Valéry Giscard d’Estaing, le groupe des Républicains indépendants (RI) à l’Assemblée nationale ; il préside ce groupe jusqu’en 1969. Il est réélu sous l’étiquette FNRI en 1967 et 1968, et conserve son siège jusqu'à son entrée au gouvernement l'année suivante. 
Les relations amicales entre Giscard d’Estaing et Mondon vont se détériorer à la fin de la décennie soixante. Cependant, Valéry Giscard d’Estaing déclare, en 1976, lors d’une visite à Metz, que Mondon a été « son meilleur ami dans la vie politique française ».

#### Ministre des transports
En 1969, Mondon soutient la candidature à la présidence de Georges Pompidou qui le fait entrer au gouvernement de Jacques Chaban-Delmas comme ministre des Transports, le 20 juin 1969. Il adhère alors au projet de « Nouvelle société » de Chaban. En tant que ministre des Transports, il lance les études portant sur une liaison ferroviaire rapide entre Paris et Strasbourg, devant profiter des travaux d'infrastructure de la future autoroute A4 qui passera finalement par Metz, fief électoral de Raymond Mondon.
C'était sans compter sur la fierté industrielle allemande, qui a empêché le projet Mondon de LGV Est d'aboutir dans la mesure où le gouvernement français pensait qu'une ligne uniquement française, ne se prolongeant pas en Allemagne, serait déficitaire. L'Allemagne a dit oui à l'arrivée du TGV français en Allemagne seulement quand elle a conçu son ICE, le train à grande vitesse allemand. Néanmoins, l'idée a fait son chemin et la LGV Est européenne a vu le jour en 2007, 38 ans après l'étude de Mondon.

### Mort
Il reste ministre, maire de Metz et conseiller général de la Moselle jusqu'à sa mort, qui survient le 31 décembre 1970, des suites d'un cancer. Au cours de ses funérailles le 4 janvier 1971, la tristesse de Chaban-Delmas est palpable dans son éloge funèbre lequel émeut l’assemblée et tous les Messins réunis une dernière fois autour de leur ancien maire.
Il est inhumé à Ancy-sur-Moselle.

### Hommages
Un rond-point à l’entrée de Metz et à proximité de la sortie Metz-Centre de l’autoroute A31 porte le nom de place Raymond-Mondon.
En outre, son nom a été donné à un lycée des métiers de l'hôtellerie à Metz.

## Distinctions
- Médaille de la Résistance française (24 avril 1946)[8]

## Liste des fonctions et mandats

### Mandats électifs
| Mandat                           | Début            | Fin              |
| -------------------------------- | ---------------- | ---------------- |
| Député de la Moselle             | 28 novembre 1946 | 20 juillet 1969  |
| Maire de Metz                    | octobre 1947     | 31 décembre 1970 |
| Conseiller général de la Moselle | 1949             | 31 décembre 1970 |

### Fonctions gouvernementales
| Fonction                                       | Gouvernement  | Début           | Fin              |
| ---------------------------------------------- | ------------- | --------------- | ---------------- |
| Secrétaire d’État à l’Intérieur                | Mendès France | 20 janvier 1955 | 23 février 1955  |
| Ministre des Transports et des Travaux publics | Chaban-Delmas | 20 juin 1969    | 31 décembre 1970 |